# Hine-takurua
Hine-takurua est la dame de l'hiver dans la mythologie maori, une des deux épouses de Tama-nui-to-ra le dieu soleil, dont l'autre épouse est Hine-raumati, la dame de l'été.